# Disparition volontaire
Pour les articles homonymes, voir Disparition (homonymie) et volontaire.
La disparition volontaire est le cas d'une personne ayant disparu de façon volontaire. En cela, une disparition volontaire s'oppose à tout autre type de disparition (accident, crime, militaire disparu au combat, etc.).
Comme tout cas de disparition, la disparition volontaire peut être temporaire ou définitive.

## Motivation
La personne qui organise sa disparition volontaire peut avoir différentes motivations. Elle peut vouloir changer de vie, tirer un trait sur le passé et recommencer une nouvelle vie, sous une nouvelle identité, éventuellement en s'exilant. Cela peut être pour ne pas avoir à honorer des dettes, pour entamer une nouvelle vie sentimentale.
Dans son livre Disparus sans laisser d'adresse paru en 2017, la journaliste Patricia Fagué a tenté de dresser un portrait-robot du disparu volontaire. Selon elle, il s'agit principalement de personnes de sexe masculin dans la grande majorité des cas, se trouvant souvent en situation d'échec professionnel et personnel. Les femmes disparues volontaires font quant à elles souvent face à des violences conjugales.

## Nombre
En 2014, le chiffre de 11 000 disparus volontaires annuels est évoqué pour la France, et celui de 100 000 pour le Japon, pays où l'on parle de Jōhatsu (littéralement : « personnes évaporées »),,,.

## Conséquences
En France, cela peut constituer un des cas d'absence au sens du droit civil.